# محاولة انقلاب 1989 في بوركينا فاسو
في 18 سبتمبر 1989، وقعت محاولة انقلاب عسكري في بوركينا فاسو. خطط له جان بابتيست بوكاري لينجاني وهنري زونغو، بالإضافة إلى متآمرين آخرين لم يتم تسميتهم. استهدفت المؤامرة، كما وصفتها حكومة بوركينا فاسو، الرئيس بليز كومباوري، الذي سبق أن نفذ مع لينجاني وزونغو انقلابين في البلاد. تم إعدام جميع المتآمرين المعروفين بسرعة.

## الأحداث
تعرف كومباوري ولينجاني وزونغو على بعضهم البعض في أواخر السبعينيات، فيما كان يعرف آنذاك بجمهورية فولتا العليا، كضباط من رتب منخفضة وأعضاء في مجموعة الضباط الشيوعيين، وهي حركة يسارية سرية. عضو آخر كان توماس سانكارا، وهو صديق مقرب من كومباوري. في عام 1982، ساعد الأربعة جان بابتيست ويدراوغو في الإطاحة بالعقيد ساي زربو. بعد إلقاء القبض على سانكارا ولينجاني وزونغو من قبل ويدراوغو في عام 1983، شنّ كومباوري انقلابًا عسكريًا في 3 أغسطس لإنقاذ أصدقائه ورفاقه، والإطاحة بويدراوغو وجعل سانكارا زعيم البلاد، وأصبح الثلاثة الآخرون الأعضاء الرئيسيين في المجلس العسكري الحاكم. لقد شرعوا معًا في إحداث تحول جذري في المجتمع، أطلق عليه «الثورة الديمقراطية والشعبية».
في 15 أكتوبر 1987، انضم كومباوري ولينجاني وزونغو معًا للإطاحة بسانكارا وقتله. وأعلن مجلس عسكري جديد في ظل «الجبهة الشعبية»، وأصبح كومابوري رئيسًا لبوركينا فاسو (التسمية الجديدة للبلاد). حافظ لينغاني وزونغو على منصبيهما، كوزير للدفاع الشعبي ووزير للترويج الاقتصادي. كان نظام الحكم الثلاثي تهدف إلى التراجع عن إصلاحات سانكارا اليسارية الراديكالية.
زعمت سلطات بوركينا فاسو أنه في 18 سبتمبر 1989، بينما كان الرئيس كومباوري في زيارة إلى الصين، اكتشف النقيب جيلبرت ديندري، قائد فوج الأمن الرئاسي، انقلابًا مخططًا له. كان من المفترض أن تكون المؤامرة، التي تم اكتشافها قبل عودة كومابوري إلى البلاد، قد حدثت لحظة هبوط كومباوري في واغادوغو. تختلف المصادر حول طريقة الانفلاب، يقول البعض إنه كان من المفترض أن يتم القبض عليه فور وصوله، والبعض الآخر يقول إن الطائرة كان سيتم تفجيرها. تمّ اعتبار لينجاني وزونغو كمحرضين على محاولة الانقلاب، وتم التنديد بهم باعتبارهم فاشيين. وجاء في بيان نشرته إذاعة الدولة أن «شعبنا وثورتنا، ومقاتليها على جميع المستويات، قد نجوا لتوهم، ليلة 18 سبتمبر 1989، من مؤامرة جبانة أثارتها عناصر عسكرية وفاشية يقودها بعض المعارضين».
تم القبض على جان بابتيست بوكاري لينجاني وهنري زونغو واثنين من المتآمرين الذين لم يتم الكشف عن أسمائهم، وتم إعدامهم بإجراءات موجزة بمجرد اكتشاف المؤامرة المبلغ عنها. استمر حكم كومباوري لمدة خمسة وعشرين عامًا أخرى، حتى الإطاحة به في انتفاضة بوركينا فاسو 2014.